# Jogos Olímpicos de Verão de 2028
Jogos Olímpicos de Verão de 2028 (em inglês: 2028 Summer Olympic Games), oficialmente conhecidos como os Jogos da XXXIV Olimpíada, mais comumente Los Angeles 2028, serão um evento multiesportivo realizado entre os dias 14 e 30 de julho de 2028, em Los Angeles, Califórnia, nos Estados Unidos.
Será a quinta edição dos Jogos Olímpicos de Verão sediada nos Estados Unidos e a terceira sediada em Los Angeles após 1932 e 1984. Los Angeles também será a terceira cidade a sediar três edições dos Jogos, depois de Londres (1908, 1948 e 2012) e Paris (1900, 1924 e 2024).

## Processo de candidatura
A escolha da cidade-sede era programada para iniciar em 2019, com a escolha da sede em 2021. No entanto, após dificuldades com as cidades que retiraram suas postulações no processo de escolha para as sedes dos jogos de Inverno de 2022 e Verão de 2024, o Comitê Olímpico Internacional (COI) decidiu, em julho de 2017, escolher ao mesmo tempo a sede das edições de 2024 e 2028. Em 31 de julho de 2017, o COI anunciou que Los Angeles sediaria a edição de 2028, enquanto que Paris sediaria a edição de 2024. Em 13 de setembro de 2017, durante a 131ª Sessão em Lima, Peru, o Comitê Olímpico Internacional ratificou e oficializou a decisão. Essa também foi a segunda vez que Los Angeles é eleita sede dos Jogos Olímpicos sem uma oposição, já que em 1984, a cidade acabou sendo a única candidata daquela edição, uma vez que no processo interno do Comitê Olímpico dos Estados Unidos, Los Angeles disputava contra Nova Iorque para ser a representante estadunidense nas eleições.

## Organização

### Construção e reformas de locais
Enquanto a maioria das cidades-sede tem entre seis e sete anos para se preparar para os Jogos Olímpicos, Los Angeles terá mais quatro, dando à cidade onze anos. A oferta de Los Angeles contou com a maioria dos locais existentes; outras instalações que já estão em construção ou foram planejadas independentemente dos Jogos. O BMO Stadium, inaugurado em 2018 como a casa do Los Angeles FC da Major League Soccer, sediaria o futebol americano e vários eventos de atletismo. O SoFi Stadium, inaugurado em 2020 como a casa do Los Angeles Rams e do Los Angeles Chargers da NFL, sediaria a principal cerimônia de abertura, futebol e tiro com arco.
O Los Angeles Memorial Coliseum passou por um grande programa de renovação e restauração de 2017 a 2019. Uma nova cabine de imprensa, loge boxes e assentos de clube foram instalados. Isso reduziu a capacidade do estádio de 93.607 para 78.467. Como local de atletismo, as futuras reformas incluem a reinstalação de uma pista de atletismo.
O Los Angeles Clippers construiu uma nova arena de basquete em Inglewood, perto do SoFi Stadium, chamada Intuit Dome, que começou a ser construída em setembro de 2021 e deve ser concluída em 2024. O proprietário da equipe, Steve Ballmer, afirmou durante a inauguração que esperava que ela pudesse ser incluída nos Jogos.
A Arena Crypto.com (antiga Staples Center) passava por reformas que seriam concluídas até 2024, quatro anos antes da arena sediar a competição olímpica de basquete.

### Infraestrutura
A iniciativa Twenty-eight by '28 é um esforço estabelecido pelo prefeito Eric Garcetti para que a Autoridade de Transporte Metropolitano do Condado de Los Angeles conclua 28 projetos de infraestrutura de trânsito antes do início dos Jogos. A maioria desses projetos já estava em fase de planejamento durante a licitação, mas receberá prioridade acelerada, enquanto vários novos projetos menores foram programados com a iniciativa.

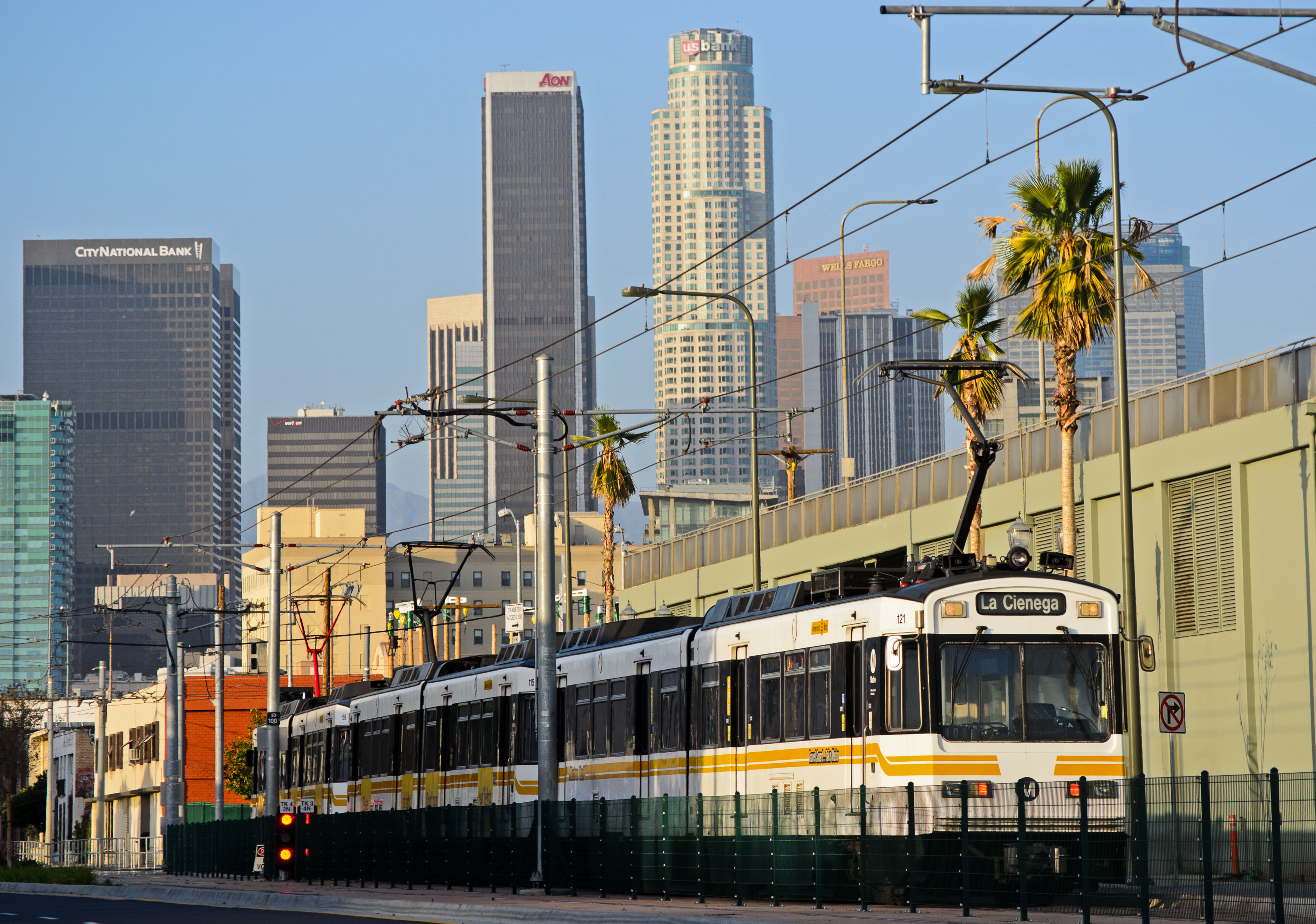
Metrô E em operação nos trilhos de Los Angeles

A Linha K abriu para o serviço de receita em 7 de outubro de 2022, após vários atrasos de uma inauguração planejada para 2019. Ele liga o distrito de Crenshaw, Inglewood e Westchester. A Linha K também se conectará a um transportador de pessoas que estava sendo construído desde o início de 2018 para ligar o Aeroporto Internacional de Los Angeles à estação LAX/Metro Transit Center, com inauguração prevista para 2024. O Inglewood Transit Connector é outro transportador de pessoas planejado para fornecer transporte entre a linha K e as instalações olímpicas em Inglewood.
Embora várias melhorias de infraestrutura tenham sido planejadas, independentemente do resultado da candidatura olímpica de Los Angeles, a extensão da Linha D do metrô será acelerada para atender às Olimpíadas. Três fases foram criadas para estender a linha. A primeira fase estenderá a Linha D da estação Wilshire/Western até a nova estação Wilshire/La Cienega. Esta fase seria concluída até 2024. A segunda fase estenderá a Linha D para Century City até 2025, enquanto a terceira e última fase estenderá a linha para o West Los Angeles VA Medical Center em Westwood com uma data de conclusão definida para 2027. A terceira fase também incluirá uma estação adjacente ao campus da UCLA, conectando a Vila Olímpica e o Pauley Pavilion com locais no centro de Los Angeles. Atualmente as fases um, dois e três começaram e estava em construção. A construção começou em 2019 e continua dentro do cronograma.
O Regional Connector no centro de Los Angeles será concluído em 2023. O projeto conectará a Metro E Line, que já liga locais no centro de Santa Monica a locais no Exposition Park e no centro de Los Angeles, à Metro L Line. Isso permitirá o serviço ferroviário direto entre Santa Monica e East Los Angeles. O Conector Regional também conectará a Linha A do Metrô com a Linha L do Metrô, conectando a área de Long Beach e San Gabriel Valley pelo centro da cidade.
Essas melhorias de infraestrutura, entre outras, estão sendo financiadas pela "Medida R", um aumento temporário do imposto sobre vendas de meio centavo, e "Medida M", uma continuação do aumento do imposto da Medida R mais um aumento adicional permanente do imposto sobre vendas de meio centavo, ambos medidas fiscais aplicáveis ao Condado de Los Angeles. A Medida R foi aprovada pelos eleitores em novembro de 2008 e a Medida M foi aprovada pelos eleitores em novembro de 2016.

### Orçamento
Em abril de 2019, o custo estimado dos Jogos foi avaliado em aproximadamente $ 6,88 bilhões com todo o dinheiro vindo do setor privado, embora o conselho da cidade de Los Angeles e os legisladores do estado da Califórnia tenham concordado em servir como um "backstop financeiro". Os organizadores ajustaram o orçamento pela inflação depois que LA, que originalmente se candidatou aos Jogos de 2024, concordou em esperar mais quatro anos.
A cidade de Los Angeles é o principal fiador público, comprometendo-se a gastar até US$ 250 milhões para cobrir déficits. Em 2016, a legislatura da Califórnia tomou medidas para que o governador tenha poderes para negociar os próximos US$ 250 milhões em backup público, mas somente depois que o dinheiro do backup da cidade for usado primeiro. LA 2024 também concordou em adquirir uma ampla gama de apólices de seguro, incluindo desastres naturais, terrorismo, cancelamento de eventos, bem como vendas reduzidas de ingressos. Espera-se que os jogos gerem tanto quanto custam, com US$ 2,5 bilhões provenientes de patrocínios e quase US$ 2 bilhões ganhos com a venda de ingressos. Os preços médios dos ingressos para os jogos variam entre US$ 13 e US$ 457 (em dólares de 2016).
O governo federal designará as Olimpíadas como um Evento Nacional de Segurança Especial (NSSE) no qual o Serviço Secreto dos EUA lidera uma única cadeia de comando. O governo federal dos EUA também cobrirá o custo da segurança, com um acordo assinado pelo comitê organizador de LA e pelo Departamento de Segurança Interna em fevereiro de 2020, mas não estará envolvido no financiamento dos Jogos, cobrindo apenas os custos de segurança mencionados acima.

### Locais de competição
De acordo com a política atual do COI, os locais com direitos de nome corporativo não poderão usar seu nome patrocinado durante as Olimpíadas.
Haverá quatro "parques esportivos" em toda a cidade para sediar eventos em locais existentes, temporários e planejados, bem como locais já em construção. O mais proeminente dos quatro locais será o Downtown Sports Park, que sediará eventos em vários locais no centro de Los Angeles. O Downtown Sports Park sediará eventos como natação, mergulho, futebol, badminton, ciclismo de estrada, esgrima, taekwondo e basquete no Los Angeles City Hall e no Grand Park, no Los Angeles Convention Center, na Crypto.com Arena, no Los Angeles Memorial Coliseum e no campus da University of Southern California. Além dos eventos esportivos, o Downtown Sports Park também abrigará o Main Press Center, Media Village e Olympic Family Hotels, e servirá como local para as Cerimônias de Abertura e Encerramento.
Parques esportivos adicionais incluem o Valley Sports Park, o South Bay Sports Park e o Long Beach Sports Park.
Em 22 de junho de 2024, foram anunciadas algumas alterações no plano original. Os eventos do Ciclismo BMX, do Skate e do Tiro com Arco, até então previstos no Venice Beach, Long Beach e no lago do SoFi Stadium, foram transferidos para o Sepulveda Basin, na área do Valley Sports Park, sendo construído também uma grande arena para o Skate. Os eventos do Basquetebol deixam a Crypto.com Arena (sendo conhecida como L.A Arena durante as Olímpiadas) e passam a acontecer no Intuit Dome, enquanto que o espaço é ocupado pela Ginástica, que deixa o lendário The Forum. Os saltos Ornamentais são fixados no John C. Argue Swim Stadium. Já as disciplinas da Natação deixam o Dedeaux Field e passam para o SoFi Stadium (que durante as olímpiadas será conhecido como Stadium Inglewood por questões de patrocínio) que ganhará uma readaptação para receber a piscina dentro do estádio. A cidade de Oklahoma City irá receber Softbol e a Canoagem Slalom, enquanto que o Tiro Desportivo, até então previsto no lago do SoFi Stadium, passa a acontecer em uma outra cidade ainda a ser anunciada. Até então, apenas o Ciclismo de Estrada seguia sem um local definido, assim como os pontos iniciais e finais da Maratona e do Ciclismo de Estrada e o Levantamento de Peso.

### Potenciais locais de futebol

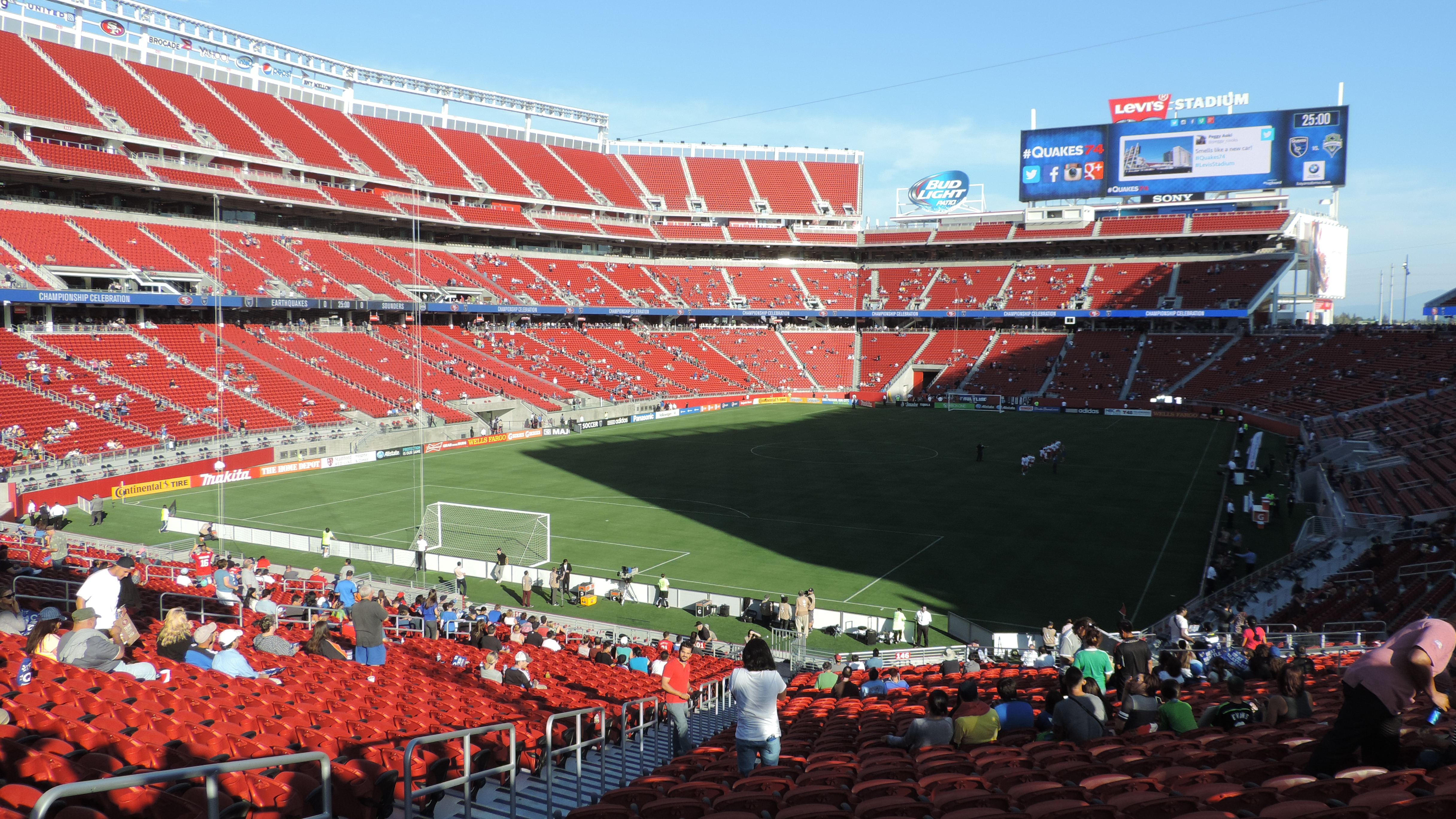
Levi's Stadium (área da Baía de São Francisco)

De acordo com o livro de licitações inicial para as Olimpíadas de 2028 em Los Angeles, os locais de futebol devem estar situados na Área Metropolitana de Los Angeles e em outras principais cidades da Califórnia. É responsabilidade do comitê organizador escolher entre quatro a seis locais para sediar o torneio. De acordo com o site oficial do comitê organizador local, oito locais estão sendo considerados, todos na Califórnia.
Locais potenciais em Condado de Los Angeles
- Rose Bowl, Pasadena (capacidade de 92.542) - 3 partidas em grupos, quartas de final, semifinal e final feminina
- SoFi Stadium,  Inglewood (72.000) - 3 partidas em grupos, quartas de final, semifinal e final masculina
- Banc of California Stadium, Exposition Park (22.000) - 8 partidas em grupo

Locais potenciais na área da Baía de São Francisco
- Levi's Stadium,  Santa Clara (68.500) - 5 jogos do grupo, quartas de final e partida da medalha de bronze masculina
- California Memorial Stadium,  Berkeley (63.000) - 8 partidas em grupos
- Stanford Stadium,  Stanford (50.000) - 5 partidas em grupos, quartas de final e partida com medalha de bronze feminina
- Earthquakes Stadium,  San Jose (20.000) - 8 partidas em grupo

Locais potenciais em San Diego Country
- Novo Aztec Stadium, San Diego (32.000) - 8 partidas em grupo

## Os Jogos

### Programa esportivo
De acordo com as políticas atuais do COI, o programa das Olimpíadas de Verão consiste em 28 esportes "centrais" que persistem entre os Jogos, com outras três a seis vagas que podem ser preenchidas com o apoio do COI e do comitê organizador para melhorar o interesse local, desde que o número total de participantes não exceda 10.500 atletas.
Em 9 de dezembro de 2021, o COI declarou que o boxe, o pentatlo moderno e o levantamento de peso foram removidos do programa "inicial" para os Jogos Olímpicos de 2028 e só seriam incluídos se seus respectivos órgãos dirigentes resolvessem as questões levantadas pelo COI até 2023. Em particular, a Associação Internacional de Boxe (AIBA) enfrentou problemas contínuos de governança (que resultaram no boxe nas Olimpíadas de 2020 sendo supervisionado por uma força-tarefa externa), a Federação Internacional de Halterofilismo enfrentou problemas com doping e governança (resultando no levantamento de peso sendo considerado "provisório" para os Jogos Olímpicos de Verão de 2024), enquanto a União Internacional de Pentatlo Moderno (UIPM) também deve finalizar e buscar aprovação para sua proposta de substituição do salto no pentatlo moderno. O UIPM testou corridas de obstáculos em um evento no final de junho de 2022.
Além disso, o conselho executivo do COI propôs que o skate, a escalada esportiva e o surf sejam promovidos ao programa central dos Jogos Olímpicos de 2028; os três esportes estrearam com sucesso como esportes opcionais nos Jogos Olímpicos de Verão de 2020 e retornaram com a mesma capacidade em 2024.
Em 22 de junho de 2024, o Comitê Organizador e a World Athletics anunciaram que os eventos de atletismo serão realizados após a abertura oficial dos jogos entre os dias 15 e 22 de julho de 2028, enquanto que a natação será realizada na segunda semana, indo até o último dia de competições. A mudança, até então inédita na história das olimpíadas, tem como objetivo aumentar a audiência dos eventos da principal modalidade olímpica. Além disso, nesta edição foram confirmados 22 eventos a mais do que em 2024. Entre a reformulação do programa olímpico está a redução do Futebol Masculino de 16 para 12 equipes e a expansão da categoria feminina para 16. No Boxe foi inclusa mais uma categoria de peso feminina, igualando os dois gêneros. No Polo Aquático, foram adicionadas mais duas equipes femininas. Os eventos como o Tiro com Arco, Atletismo (4x100m), Golfe, Ginástica, Remo Costal Beach Sprint e Tênis de Mesa também ganharam eventos mistos, além da expansão da Natação com os 50m costas, borboleta e peito para homens e mulheres. O Remo estreia as categorias individual feminino (CW1x), individual masculino (CM1x) e double sculls misto (CX2x). Na Escalada, as provas de boulder e lead passaram a ser disputadas separadamente e o Basquete 3x3 passa a ter 12 equipes em ambos.

### Esportes opcionais
Em agosto de 2022, foi anunciado que nove esportes haviam entrado na lista de finalistas para inclusão nos Jogos, com apresentações previstas para o final daquele mês. Os esportes são:
- Críquete (Conselho Internacional de Críquete)

- Break-dancing (World DanceSport Federation)

- Beisebol/softbol (Confederação Mundial de Beisebol e Softbol)

- Flag Football (Federação Internacional de Futebol Americano)

- Lacrosse (Lacrosse Mundial)

- Caratê (Federação Mundial de Caratê)

- Kickboxing (Associação Mundial de Organizações de Kickboxing)

- Squash (Federação Mundial de Squash)

- Motorsport (Fédération Internationale de l'Automobile)

Não há limite quanto ao número de esportes que o COI pode adicionar, mas o comitê organizador não é obrigado a incluir esses esportes, e o COI estabeleceu uma cota de 10.500 atletas.
Cada esporte também deve atender à seguinte lista de critérios para a possibilidade de inclusão:
- Priorizar a redução do custo e da complexidade de sediar os Jogos.

- Envolver os melhores atletas e esportes que colocam a saúde e a segurança do atleta em primeiro lugar.

- Reconhecendo o apelo global para os fãs em todo o mundo e o interesse do país anfitrião.

- Priorizando a igualdade de gênero e a relevância da juventude para engajar novos torcedores e atletas.

- Defendendo a integridade e a justiça para apoiar esportes limpos.

- Apoiar a sustentabilidade ambiental para promover a sustentabilidade a longo prazo.

Em 13 de outubro de 2023, durante a 140ª Sessão do COI em Bombaim, foram anunciadas as entradas do Beisebol/Softbol, Críquete, Flag Football, Lacrosse e Squash no programa olímpico. O Beisebol/Softbol retorna às olimpíadas após a última aparição de ambos nos jogos de 2020, enquanto que o Críquete retorna ao calendário olímpico desde a sua única realização em 1900 e o Lacrosse desde 1908. Arriscando deixarem os jogos, o Pentatlo Moderno e o Levantamento de Peso foram mantidos, incluindo a prova de corrida com obstáculos no primeiro, mas teve a exclusão do Boxe por conta da expulsão da IBA do movimento olímpico, que causou a sua suspensão, e do alcance insuficiente do evento. No dia 17 de março de 2025, o COI decidiu reincluir o Boxe no programa olímpico após longas rodadas de negociações entre a Word Boxing e a organização das Olimpíadas.
| Programa esportivo dos Jogos Olímpicos de Verão de 2028 |
| --- |
| - Atletismo (48) - Badminton (5) - Basquetebol - Basquetebol (2) - Basquetebol 3×3 (2) - Beisebol (1) - Boxe (13) - Breaking (2) - Canoagem - Slalom (6) - Velocidade (10) - Ciclismo - BMX (4) - Mountain bike (2) - Estrada (4) - Pista (12) - Criquete (2) - Escalada esportiva (4) - Esgrima (12) - Flag football (2) - Futebol (2) - Ginástica - Artística (14) - Rítmica (2) - Trampolim (2) - Golfe (2) - Halterofilismo (10) - Handebol (2) - Hipismo - Adestramento (2) - CCE (2) - Saltos (2) - Hóquei sobre a grama (2) - Judô (15) - Lacrosse (2) - Lutas - Livre (12) - Greco-Romana (6) - Maratona aquática (2) - Natação (35) - Natação artística (2) - Pentatlo moderno (2) - Polo aquático (2) - Remo (14) - Rugby sevens (2) - Saltos ornamentais (8) - Skate (4) - Softbol (1) - Squash (2) - Surfe (2) - Tiro (15) - Tiro com arco (5) - Taekwondo (8) - Tênis (5) - Tênis de mesa (5) - Triatlo (3) - Vela (10) - Voleibol - Voleibol (2) - Voleibol de praia (2) |

### Cerimônias
Em janeiro de 2017, foi relatado que o Comitê Organizador Olímpico, Casey Wasserman, havia proposto o uso do novo SoFi Stadium (conhecido como Stadium Inglewood no período dos jogos, de acordo com as regras do COI) em Inglewood, Califórnia e o histórico Los Angeles Memorial Coliseum, durante as cerimônias de abertura e encerramento. O comitê propôs a realização de um segmento da cerimônia de abertura no Coliseu, incluindo o lançamento da etapa final do revezamento da tocha. A tocha viajaria então para Inglewood, onde seria realizada a cerimônia de abertura principal (incluindo o desfile das nações e outro protocolo tradicional). Outro entretenimento seria oferecido aos espectadores no Coliseu, incluindo uma transmissão simultânea da parte principal da cerimônia. Finalmente, o caldeirão olímpico histórico no Coliseu seria simbolicamente reacendido após a iluminação do caldeirão olímpico em Inglewood. Dezesseis dias depois, os locais da cerimônia de encerramento seriam organizados ao contrário, com um segmento de abertura em Inglewood e o protocolo formal (incluindo a extinção do caldeirão) no Coliseu.
Em 8 de maio de 2025 a organização decidiu que a cerimônia de abertura seria realizada simultaneamente no L.A Memorial Coliseum e no Stadium Inglewood, com a tocha sendo acesa em Inglewood, conforme havia sido apresentado em 2017 durante o certame para os jogos de 2024 e 2028, enquanto que o encerramento aconteceria apenas no Coliseu.

### Calendário
Em julho de 2025, o Comitê Organizador divulgou a primeira versão do calendário olímpico.

## Identidade Visual

Diversas versões de logotipos dos Jogos Olímpicos e Paralímpicos de 2028

Em 1.º de setembro de 2020, o comitê organizador dos Jogos Olímpicos e Paralímpicos de 2028 e o COI, apresentaram em uma cerimônia virtual, o logotipo oficial das competições, que pela primeira vez na história do evento está em movimento, quebrando um protocolo tradicional, tendo diversas variações a partir da letra "A". Os organizadores chegaram a afirmar que o público pode sugerir novos formatos para a letra, que estará em "mudança eterna" durante os próximos oito anos. "Esse emblema é forte e ousado e permite oportunidades infinitas de narrativas. Reflete o espírito de Los Angeles, em constante evolução e olhando ao futuro.", disse Casey Wasserman, porta-voz de Los Angeles 2028. Entre os atletas que já criaram seu "A" estão Adam Rippon, Aidan Kosaka, Alex Morgan, Allyson Felix, Chantal Navarro, Chloe Kim, Ezra Frech, Gabby Douglas, Ibtihaj Muhammad, Jamahal Hill, Lex Gilette, Michael Johnson, Oz Sanchez, Scout Bassett e Simone Manuel.  A multi-vencedora de Grammys, Billie Eilish e a atriz vencedora do Oscar, Reese Witherspoon estão entre os artistas que já colaboraram.

## Direitos de transmissão
- Brasil – Grupo Globo[53]
- Japão – Japan Consortium[54]
- Coreia do Norte – JTBC[55]
- Coreia do Sul – JTBC[55]
- Estados Unidos – NBCUniversal[56]